# Christine Gavini-Chevet
Pour les articles homonymes, voir Chevet (homonymie).
Christine Gavini, née le 19 mars 1966 à Viry-Châtillon, est une sociologue française, rectrice de l'académie de Normandie depuis le 1er janvier 2020. Elle quitte ses fonctions le 26 mars 2025. 

## Carrière
Ancienne élève de l’École normale supérieure de Cachan (1987), agrégée de sciences sociales en 1990 et diplômée de Sciences Po en 1991[réf. nécessaire], Christine Gavini-Chevet est docteure en sociologie (1996).
Après plusieurs années d'enseignement comme maître de conférences à l'université, elle dévient conseillère technique auprès de Jean-Pierre Raffarin en 2004, puis auprès de Jean-Louis Borloo. De 2007 à 2010, elle est sous-directrice de la formation et des écoles de la Direction générale de l'armement, puis conseillère sociale d'Alain Juppé entre 2010 et 2012. Elle est ensuite nommée directrice des relations européennes et internationales et à la coopération au sein du ministère de l’Éducation nationale.[réf. souhaitée]
En 2018, elle devient rectrice de l'académie de Limoges, puis, le 1er avril 2019, elle est nommée rectrice de l'académie de Caen, chargée d'administrer l'académie de Rouen et d'organiser la fusion des deux académies. Depuis 2020, elle est rectrice de l'académie de Normandie. Elle quitte ses fonctions le 26 mars 2025.

### Vie personnelle
Elle était l'épouse de Pierre-Franck Chevet.

## Ouvrages
- La Gestion de l'emploi, Paris, Economica, 1997, 112 p. (ISBN 978-2717833041)
- Emploi et régulation : les nouvelles pratiques de l'entreprise, Paris, CNRS éditions, 1998, 261 p. (ISBN 2271056004)
- La Métamorphose du travail : gagnants et perdants des 35 heures, Paris, éditions Liaisons, coll. « En débat », 2001 (ISBN 9782878804201).
- avec Christine Erhel et Laurence Lizé, La RTT, Paris, PUF, coll. « Que sais-je ? », 2003, 128 p..

## Décorations
- Commandeur de l'ordre des Palmes académiques au titre de « Directrice des relations européennes et internationales et de la coopération » (2012)[5]
- Chevalier de l'ordre national du Mérite (2018)[6]
- Chevalier de la Légion d'honneur (2023)[7]